# Rajd Ypres 1980
Rajd Ypres 1980 (16. Ypres 24 Hours Rally) – 16. edycja rajdu samochodowego Rajd Ypres rozgrywanego w Belgii. Rozgrywany był od 27 do 29 czerwca 1980 roku. Była to dwudziesta siódma runda Rajdowych Mistrzostw Europy w roku 1980 (rajd miał najwyższy współczynnik – 4), szósta runda Rajdowych mistrzostw Belgii oraz piata runda Rajdowych mistrzostw Holandii.

## Klasyfikacja rajdu
| Miejsce                      | Kierowca                     | Pilot                        | Samochód                      | Czas                         | Strata                       |                              |
| Klasyfikacja generalna i ERC | Klasyfikacja generalna i ERC | Klasyfikacja generalna i ERC | Klasyfikacja generalna i ERC  | Klasyfikacja generalna i ERC | Klasyfikacja generalna i ERC | Klasyfikacja generalna i ERC |
| ---------------------------- | ---------------------------- | ---------------------------- | ----------------------------- | ---------------------------- | ---------------------------- | ---------------------------- |
| 1.                           | Tony Pond                    | Fred Gallagher               | Triumph TR7 V8                | 6:06:30                      | 0.0                          |                              |
| 2.                           | Robert Droogmans             | Ronny Joosten                | Ford Escort RS 1800 MKII      | 6:13:44                      | +7:14                        |                              |
| 3.                           | Bernard Béguin               | Jean-Jacques Lenne           | Porsche 911 SC                | 6:19:15                      | +12:45                       |                              |
| 4.                           | Rudolf Moortgat              | André Schelstraete           | Porsche 911 Carrera RS 3.0    | 6:20:51                      | +14:21                       |                              |
| 5.                           | Maurizio Verini              | Bruno Scabini                | Alfa Romeo Alfetta Turbodelta | 6:26:05                      | +19:35                       |                              |
| 6.                           | John Weatherley              | Peter Gray                   | Talbot Sunbeam Lotus          | 6:31:01                      | +24:31                       |                              |
| 7.                           | Ivan Viaene                  | Eric De Corte                | Opel Kadett GT/E              | 6:32:52                      | +26:22                       |                              |
| 8.                           | Paul Lietaer                 | Luc Lietaer                  | Opel Kadett GT/E              | 6:33:41                      | +27:11                       |                              |
| 9.                           | Patrick de Schaetzen         | André Dirix                  | Ford Escort RS 2000 MKII      | 6:39:42                      | +33:12                       |                              |
| 10.                          | Henk Vossen                  | Pie Theunissen               | Ford Escort RS 1800 MKII      | 6:40:36                      | +34:06                       |                              |